# فرانك هارتمان (لاعب كرة قدم)
فرانك هارتمان (بالألمانية: Frank Hartmann)‏ (17 أغسطس 1960 بهانوفر في ألمانيا - ) هو لاعب كرة قدم ألماني في مركز الهجوم. لعب مع بايرن ميونخ وفاتنشايد 09 ونادي أوسنابروك وهانوفر 96 وTSV Havelse ‏.

## وصلات خارجية
- فرانك هارتمان (لاعب كرة قدم) على موقع قاعدة بيانات كرة القدم.إي يو (الإنجليزية)
- فرانك هارتمان (لاعب كرة قدم) على موقع بيانات كرة القدم. دي إي (الألمانية)